# Museum voor muziekinstrumenten (Peer)
Het Museum voor muziekinstrumenten was een museum in de Belgische stad Peer. Jaarlijks kende het circa duizend bezoekers. In 2014 werd de subsidie van de gemeente stopgezet, waardoor de deuren noodgedwongen werden gesloten.

## Museum
Het museum was een initiatief van Musica (impulscentrum voor muziek) en Toerisme Peer.
Het herbergde een collectie oude muziekinstrumenten uit de middeleeuwen, renaissance en barok. Daarbij werd ook aandacht geschonken aan volksmuziek en aan oosterse muziek. Met behulp van een audiogids werd uitleg gegeven en konden muziekfragmenten worden beluisterd.

## Gebouw
Het museum was gevestigd aan Scherpesteenstraat 2, op de zolder van de voormalige herberg "Bij de Kuyper" of "De Scherpe Steen", welke reeds in 1610 werd vermeld. Deze herberg staat op de hoek Scherpesteenstraat/Nieuwstraat. De naam Scherpe Steen is afkomstig van de kalkstenen zwerfkei die op de hoek was geplaatst en diende als schampsteen. De naam: Bij de Kuyper verwijst naar de kuiperij, die hier van 1860-1946 in bedrijf was. Het gebouw stamt voornamelijk uit de 19e eeuw, en werd in 1982 gerestaureerd. Het is een vakwerkhuis met bakstenen vullingen en het is met zijn omgeving geklasseerd als beschermd dorpsgezicht.